# Гоулд Коуст
Гоулд Коуст (на английски: Gold Coast, в превод „Златен бряг“) е град в австралийския щат Куинсланд. Гоулд Коуст е с население от 591 356 жители (2017 г.), което го прави вторият по население в щата и шестият в страната. Разположен е на 1402 km² и е основан на 16 май 1959 г.
Климатът е субтропически, като слънчевите дни са 287 годишно. Средните летни температури са 19 – 29 °C, а зимните 9 – 21 °C. Градът има около 70 km плажове, със средна температура на водата 22 °C. Основен икономически отрасъл е туризмът. Има големи пазари, както и много бутици. В града има повече от 500 ресторанта и кафенета, нощни клубове, хотели, казина и други. Тропическата гора е с богата дива природа. В северните райони на града има големи ферми за захарна тръстика.

## Побратимени градове
- Акапулко, Мексико
- Бейхай, Китай от 1997 г.
- Дубай, Обединени арабски емирства от 2001 г.
- Канагава, Япония
- Корфу, Гърция от 1987 г.
- Меделин, Колумбия
- Нетания, Израел от 1987 г.
- Нумеа, Нова Каледония от 1992 г.
- Тайнан, Тайван от 1982 г.
- Тайпе, Тайван от 1982 г.
- Такасу, Япония от 1995 г.
- Улан Батор, Монголия от 1994 г.
- Форт Лодърдейл, САЩ от 1980 г.
- окръг Хорофенуа, Нова Зеландия от 1982 г.

## Личности, родени в Гоулд Коуст
- Британи Бърнс (1987), артистка
- Бърджес Абърнеди (1987), артист
- Софи Монк (1979), певица
- Джесика Гриин (2011), актриса, модел